# 챈들러 요동
챈들러 요동(Chandler wobble)은 1891년 미국의 천문학자 세스 챈들러가 발견한 지구 자전축이 주기적으로 이동하는 현상이다. 대략 433일을 주기로 지구 자전축이 지표면을 기준으로 9m 이동한다. 챈들러 요동은 기타 다른 장동과 합쳐져 전체적으로 극이 7년 주기로 이동하는 극 운동을 보여준다.

## 같이 보기
- 밀란코비치 주기
- 미국 해군 천문대